# El vaixell en la tempesta
El vaixell en la tempesta (Navire dans la tempête) és un oli sobre tela de 54 × 65 cm realitzat pel pintor francès Henri Rousseau l'any 1899 i dipositat al Museu de l'Orangerie de París.

## Context històric i artístic
Aquesta representació d'un vaixell en alta mar és una de les úniques sobre aquest tema dins de l'obra de Rousseau. El pintor feia creure que havia participat en l'expedició de l'armada francesa a Mèxic (1861-1867), però sembla que mai no va viatjar per mar. Les fonts d'inspiració d'aquesta curiosa composició són, de forma manifesta, diverses.

## Descripció
L'aspecte de xapa retallada del mar i el cel tractat com un teló de fons fa pensar en els vaixells articulats de les parades de fira, que Rousseau segurament coneixia. Se sap igualment que el pintor visità l'Exposició Universal de París del 1889 i que hi va poder veure el Panorama muntat per la Compagnie Transatlantique. Fou basant-se en aquesta possibilitat que Dora Vallier havia datat l'obra al voltant de 1890-1893. Però el vaixell en si, un híbrid peculiar de paquebot (amb rengleres d'ulls de bou) i de creuer cuirassat (amb la roda en esperó), sense cap mena de dubte s'inspira de models més tardans. Yann Le Pichon assenyalà que les tres xemeneies, la tercera de les quals està desplaçada, reprodueixen la silueta del creuer D'Entrecasteaux, avarat el 1896 (de ben segur que la imatge del vaixell fou àmpliament difosa en la premsa il·lustrada de l'època). Henry Certigny feia observar uns anys més tard que l'antena horitzontal, entre els dos pals, era una innovació del 1899, apareguda per primer cop en un altre creuer: el Suffren.
Els detalls del vaixell demostren que Rousseau era un observador atent de les innovacions del seu temps.